# デンゼル・ウォード
デンゼル・ネヘミヤ・ウォード（Denzel Nehemiah Ward 1997年4月28日- ）は、オハイオ州クリーブランド出身のアメリカンフットボール選手。ポジションはコーナーバック。クリーブランド・ブラウンズに所属している。

## 大学時代
ウォードはオハイオ州立大学のアーバン・マイヤーHCの下でプレーした。1年次は12試合に出場し7タックルを記録した。2年次は全13試合に出場し、23タックルを記録した。3年次からは先発を務めた。2018年のNFLドラフトにエントリーすることを決め、2017年のコットンボウルには出場しなかった。

## プロ入り後

### クリーブランド・ブラウンズ
2018年NFLドラフトで、クリーブランド・ブラウンズから1巡全体4位指名を受けた。その年のドラフトで最初に指名されたディフェンシブ・バックとなり、2018年7月24日、ブラウンズと4年2916万ドル全額保証の契約を結んだ。
ジェイソン・マコーティ、ジャマー・テイラーが退団したチームの先発コーナーバック候補として期待された。ヒュー・ジャクソンヘッドコーチからテランス・ミッチェルとともに開幕戦の先発コーナーバックに選ばれた。
開幕戦のピッツバーグ・スティーラーズ戦で6タックル、3パスブロック、2インターセプトの活躍を見せた。10月7日のボルチモア・レイブンズ戦では5タックル、3パスディフレクション、1インターセプトに加えてFGブロックの活躍で12-9で延長戦での勝利に貢献した。この週のAFCスペシャルチーム・オブ・ザ・ウィークに選ばれた。この年先発12試合を含む13試合に出場し、53タックル、3インターセプト、11パスディフレクション、1ファンブルフォース、2ファンブルリカバーをあげてプロボウルおよびNFLオールルーキーチームに選ばれた。
2019年第14週のシンシナティ・ベンガルズ戦でアンディ・ダルトンのパスをインターセプト、61ヤードのリターンタッチダウンをあげた。
2020年第4週のダラス・カウボーイズ戦の第4Q、ダック・プレスコットのパスをインターセプトして勝利に貢献した。第14週のフィラデルフィア・イーグルス戦では4パスディフレクションに加え、第4Q終盤にカーソン・ウェンツのパスをインターセプトした。
同年12月31日に新型コロナウイルスに感染したリザーブ選手のリストに入れられた。翌年1月13日にアクティブロースターに復帰した。
2021年4月23日、チームと5年目のオプション契約に合意し、2022年のサラリーとして1329万ドルが保証された。この年は43タックル、10パスディフレクション、3インターセプトでプロボウルに選ばれた。第9週のベンガルズ戦でのインターセプトはリーグ最長の99ヤードのリターンタッチダウンとなった。
2022年4月18日、ブラウンズと7125万ドルが保証された5年1億50万ドルの延長契約を結んだ。
2023年は2年ぶりのプロボウルに選ばれ、フラッグフットボールゲームでジーノ・スミスのパスをインターセプトした。
2024年は肩の負傷のためシーズン最終戦を欠場したが、リーグ最多の19パスディフレクションを記録し、2年連続4度目のプロボウルに選出された。